# Biznes
Biznes (również interes, ang. business) – przedsięwzięcie handlowe, produkcyjne lub usługowe.
Etymologicznie słowo business wywodzi się z „busy” – zajęty, aktywny. W wymiarze społecznym bycie „zajętym” człowiekiem biznesu może oznaczać zaangażowanie w organizację procesu wytwarzania dóbr lub usług w celach komercyjnych.
Po 1989 roku wiele instytucji w Polsce używa określenia biznes, np. Polska Rada Biznesu.
W ekonomii dyscypliną kierowania biznesem, w Polsce częściej nazywaną zarządzaniem, określa się naukę społeczną o zarządzaniu ludźmi i organizacjami w celu produktywnego osiągania celów przedsiębiorstw, w tym realizacji zysku dla właścicieli. Biznes może być też rozumiany jako synonim przedsiębiorczości.
Biznes w dyscyplinie strategii rozumiany jest jako spójny obszar działalności gospodarczej.
Szkoły biznesu, zakładane początkowo w USA kształcą kadrę kierowniczą. Można definiować biznes patrząc na przedmiot nauczania w tych szkołach. W ich programie zwykle znajdują się zajęcia z zarządzania, finansów, marketingu, IT, prawa, strategii, psychologii i ekonomii.
Mówi się o strategicznych jednostkach biznesowych (SBU) – samodzielnych jednostkach analizy i działań zarządczych w ramach złożonych przedsiębiorstw.
Kultura biznesu rozumiana jest jako zbiór zasad, którymi kierują się przedsiębiorcy uczestniczący w procesie wymiany gospodarczej. Koniunkturę biznesu analizuje się pod względem cykli koniunkturalnych (ang. business cycles).